# Мурадзі
Мурадзі (яп. 連, むらじ, мурадзі — «війти») — спадковий титул голів провінційних аристократичних сімей японської держави Ямато, які виводили свій родовід від синтоїстських богів. За своїм ступенем дорівнював титулу омі.
Аристократи з титулом мурадзі мали походили з сільської і військової знаті томономіяцуко. Вони завідували ритуальними або воєними справами. Найвпливовіші мурадзі отримували від монараха титул «великого мурадзі» — о-мурадзі, який ставав головним радником суверена і брав безпосередню участь в управлінні державою.